# Chaintech
Walton Chaintech Corporation (chiń. 承啟科技股份有限公司) – tajwańska firma założona w listopadzie 1986 roku. Specjalizuje się w produkcji kart graficznych i płyt głównych, ale produkuje też karty dźwiękowe, modemy oraz moduły pamięci. W październiku 2005 Chaintech zmienił nazwę na  Walton Chaintech Corporation. Główna siedziba znajduje się w Tajpej. Firma ma także osiem oddziałów w: Hongkongu, Pekinie i Shenzhen (Chiny), Korei, Sydney (Australia), Kalifornii (Stany Zjednoczone), Paryżu (Francja) i Moskwie (Rosja).
W październiku 2006 Chaintech ogłosił, że zaprzestanie produkcji płyt głównych i skupi się na pamięciach flash.